# Pierella luna
Pierella luna är en fjärilsart som beskrevs av Fabricius 1793. Pierella luna ingår i släktet Pierella och familjen praktfjärilar. Inga underarter finns listade i Catalogue of Life.

## Bildgalleri

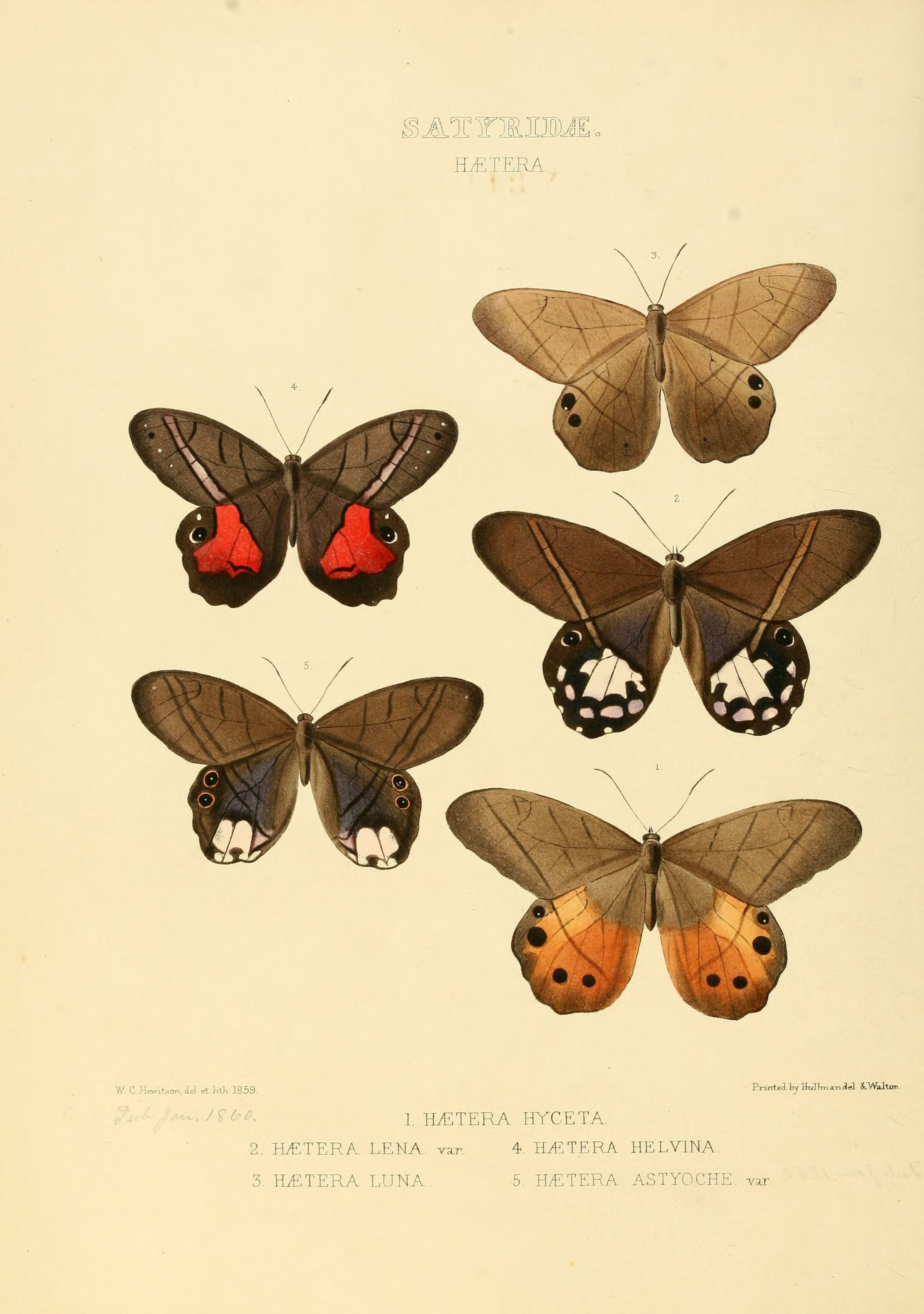